# Путевима Краља Николе
Путевима Краља Николе била је друмска бициклистичка трка која се сваке године одржавала у Црној Гори. Име је добила по Николи I Петровићу Његошу (1841—1921), владару кнежевине Црне Горе. Први пут је организована 2002; од 2005. године организује се као догађај на светској бициклистичкој унији.

## Победници
| Година | Држава    | Бициклиста      |
| ------ | --------- | --------------- |
| 2002   | Италија   | Иван Денобил    |
| 2003   | Хрватска  | Радослав Рогина |
| 2004   | Хрватска  | Масимо Демарин  |
| 2005   | Словенија | Митја Махорич   |
| 2006   | Хрватска  | Радослав Рогина |
| 2007   | Словенија | Митја Махорич   |
| 2008   | Словенија | Митја Махорич   |
| 2009   | Хрватска  | Радослав Рогина |
| 2010   | Бугарска  | Владимир Коев   |